# Kazimierz Cłapka
Kazimierz Cłapka (ur. 18 lutego 1940 we Wronach) – polski polityk, wojewoda sieradzki (1984–1986), wiceminister kultury (1986–1989).

## Życiorys
Należał do Zjednoczonego Stronnictwa Ludowego. Od 1975 do 1981 pozostawał wicewojewodą łomżyńskim. W 1984 został wojewodą sieradzkim w miejsce Tadeusza Barczyka, w listopadzie 1986 zastąpił go Henryk Antosiak. W latach 1986–1989 pełnił funkcję wiceministra kultury w rządach Zbigniewa Messnera i Mieczysława Rakowskiego.
Będąc wicewojewodą łomżyńskim i wiceministrem kultury i sztuki zdecydował o powstaniu kilku łomżyńskich instytucji kulturalnych m.in.: Łomżyńskiej Orkiestry Kameralnej (obecnie Filharmonia Kameralna im. Witolda Lutosławskiego) oraz Teatru Lalki i Aktora.
W 1992 został aresztowany w związku z podejrzeniami o nielegalny handel materiałami radioaktywnymi.